# Чък Бери
Чарлс Едуард Бери (на английски: Charles Edward Berry), познат като Чък Бери (на английски: Chuck Berry), е певец и музикант, роден на 18 октомври 1926 г. в Сейнт Луис, Мисури, САЩ, починал на 18 март 2017 г.
Чък Бери е най-важният цветнокож изпълнител, оказал влияние върху рокендрола, според класация на списание „Ролинг Стоун“, което поставя Чък Бери на пето място. Джон Ленън казва: „Ако искате да дадете друго име на рокендрола, може да го наречете Чък Бери“. Чък е един от пионерите в този стил. (Самият Бери споделя, че изобретателите на рокендрола са Луи Джордан, Каунт Бейзи, Нат Коул, Джо Търнър, Мъди Уотърс, Франк Синатра, Томи Дорси.) Той въвежда китарния риф като отличителна черта в рок композицията. „Ролинг Стоун“ му отрежда шесто място на Чък Бери сред най-добрите китаристи. Стилът на Бери е съчетание от влиянията му от ритъм енд блус, кънтри и блус жанра, подкрепени от остроумни текстове, понякога достигащи до откровена сексуална тематика. Важна част от неговите сценични изпълнения е прословутата „патешка походка.“ Има голямо влияние върху изпълнители от бъдещото поколение като Бийтълс, Ролинг Стоунс, Бийч Бойс, Боб Дилън и др.
Най-голяма популярност Бери постига през втората половина на 50-те, когато се появяват неговите емблематични хитове: Мейбилин, Училищни дни, Рок енд Рол, Сладки малки момичета, Джони Би Гуд, Керъл и др. На върха на кариерата си младият изпълнител е осъден на 2 години затвор заради една история с малолетно момиче. През 1964 г. излиза на свобода във времена, когато модата на рокендрола е минала, а името му е забравено. В същия момент обаче първите рок групи от Англия смятат стила на Чък Бери за образец и неговите китарни композиции оказват огромно влияние върху формиращата се бийт музика във Великобритания. Бери отново постига милионен тираж през 1972 г. с песента My Ding-a-Ling, а албумът му Rocket от 1979 г. има успех. В началото на 70-те години създава свой универсален парк в Уентсвил, на който обръща по-голямо внимание, отколкото на музиката си през следващите години. Издава биография в края на 80-те, поставена на 11-о място в класацията „25-те най-добри рок мемоари на всички времена.“
Според сайта на Залата на славата на рокендрола, „въпреки че е невъзможно отделен човек да бъде посочен за изобретател на рокендрола, Чък Бери е този, който в по-голяма степен от всеки друг събира в едно всичките му съществени елементи“. Къб Коуда пише: „От всичките ранни рокендрол изпълнители, никой не е по-важен за развитието на тази музика от Чък Бери. Той е нейният най-голям автор на песни, главният оформител на нейното инструментално звучене, един от нейните най-велики китаристи и един от нейните най-добри изпълнители.“
Бери е сред първите музиканти, включени в Залата на славата на рокендрола при нейното откриване през 1986 г. Залата на славата включва три песни на Чък Бери („Johnny B. Goode“, „Maybellene“, „Rock and Roll Music“) в списъка си с 500 песни, които са оформили рокендрол музиката. Той получава отличието „Кенеди Сентър“ за принос към американската култура през 2000 г.

## Биография
Чарлс Едуард Андерсън Бери е роден на 18 октомври 1926 г. в Сейнт Луис, щата Мисури, в голямо семейство, живеещо в квартал на чернокожата средна класа. Научава се да свири на китара в юношеска възраст и първата му изява пред публика е на една лятна забава на Средното училище, в която изпълнява Confessin' the Blues на Jay McShann. От 1944 до 1947 Бери пребивава в поправително училище заради опит за грабеж. След освобождаването си работи на поточната линия в завода на General Motors Fisher и учи фризьорство и козметика във вечерно училище. През 1952 г. формира трио с барабаниста Ebby Harding и пианиста Johnnie Johnson, кийбордистът му напуска, но се връща многократно през следващите три десетилетия. От 1955 г. бандата му се превръща в една от най-пребиваващите в клубовете на Сейн Луис и младият музикант допълва доходите си като фризьор от концертни изяви. Запознава се с Мъди Уотърс в Чикаго през май 1955 г. и бележития блусар го представя на шефа на музикална компания „Чес“ Ленард Чес. Чък Бери записва за компанията демо запис с една песен, озаглавена Ida Red, на която Чес променя заглавието на Мейбилин (Maybellene) и я изпраща на радиоводещия Алън Фрийд. Така прохождащият рокендрол изпълнител получава своя първи хит в топ 10.
Чък Бери умира на 18 март 2017 г. в дома си в Сейнт Чарлз (окръг, Мисури), САЩ. Много известни музиканти, сред които Ринго Стар, Мик Джагър, Лени Кравиц и мн. други, изразяват съболезнования по повод смъртта на Чък.

## Дискография
- „Rock, Rock, Rock“ (1956; с Мунглоус и Фалмингос)
- „After School Session“ (1957)
- „One Dozen Berrys“ (1958)
- „Chuck Berry Is on Top“ (1959)
- „Rockin' at the Hops“ (1960)
- „New Juke-Box Hits“ (1961)
- „Chuck Berry Twist“ (1962)
- „More Chuck Berry“ (1963)
- „Two Great Guitars“ (1964; с Бо Дидли)
- „St. Louis to Liverpool“ (1964)
- „Chuck Berry in London“ (1965)
- „Fresh Berry's“ (1965)
- „Chuck Berry's Golden Hits“ (1967)
- „Chuck Berry in Memphis“ (1967)
- „From St. Louie to Frisco“ (1968)
- „Concerto In B. Goode“ (1969)
- „Back Home“ (1970)
- „San Francisco Dues“ (1971)
- „The London Chuck Berry Sessions“ (1972)
- „Bio“ (1973)
- „Sweet Little Rock and Roller“ (1973)
- „Wild Berrys“ (1974)
- „Flashback“ (1974)
- „Chuck Berry“ (1975)
- „Rock It“ (1979)
- „Alive and Rockin'“ (1981)
- „"Retro Rock" – Chuck Berry – Broadcast Week“ (1982)
- „Chuck Berry“ (1982)

## Филмография

### 1959 година
- Давай, Джони, давай! (Go, Johnny Go!)